# قلعه بلند
قلعه بلند یا ابردژ مربوط به دوره صفوی است و در شهرستان ورامین، بخش جوادآباد، روستای قلعه بلند واقع شده و این اثر در تاریخ ۱۷ اسفند ۱۳۸۱ با شمارهٔ ثبت ۷۶۲۴ به‌عنوان یکی از آثار ملی ایران به ثبت رسیده‌است.
اکثریت ساکنان روستای قلعه بلند را سادات حسینی نقوی حسینی میرکاظمی رجبشاهی طباطبایی تاجیک ملاعباسی شیرازی امیرانی و علیدوستی  در گذشته تشکیل می‌دادند و به قلعه بلند نقویان معروف بوده‌است
از آثار تاریخی روستای قلعه بلند می‌توان به بقایای قلعه باستانی خشتی گلی مربوط به دوران صفوی اشاره کرد که ملک مزبور در مالکیت طایفه نقویان است
از جمله آثار دیدنی می‌توان به خانه تاریخی اربابی رمضان زاده و عمارت‌های حاج میرزاحسین و حاج اسماعیل و حاج حسین حسینی نقوی و آب انبار روستا که در دوران معاصر ساخته شده‌است اشاره کرد
شغل اکثر اهالی روستا کشاورزی و دامپروری است.
دهیار فعلی روستا: آقای سید علی حسینی و از اهالی امین و صادق روستا.